# Пећки санџак
Пећки санџак (тур. İpek Sancağı), такође познат и као Дукађински санџак (алб. Sanxhaku i Dukagjinit) био је санџак (управна јединица) Османског царства на подручјима северне Метохије и горњег Полимља. Постојао је у раздобљу од око 1520. до 1912. године.

## Историја
Током 1455. године, у време коначног османског запоседања јужних делова Српске деспотовине, дошло је до поделе дотадашњег Вуковог вилајета (првобитна оманска административна јединица) на два санџака: Вучитрнски (за област Косова) и Призренски (за област Метохије). У саставу Призренског санџака тада се нашла и Пећка нахија, која је обухватала северни део Метохије (стара област Хвосно).
Након османског освајања Скадра (1479) створен је Скадарски санџак, коме је прикључена и Пећка нахија. Тек око 1520. године, створен је посебан Пећки санџак, који је подељен на четири главне нахије, односно казе: Пећ, Ђаковица, Гусиње и Беране.
Пећки санџакбег Алија погубљен је 1536. године по наређењу султана.
Током раног периода турске власти, велику већину становништва на подручју Пећког санџака чинили су православни Срби, док су мањи део чинили етнички Власи и Арбанаси. Средином 16. века, међу хришћанima на подручју Пећког санџака дошло је до негодовања и отпора због пореских злоупотреба. Једну од ових побуна, која је избила око 1550. године, угушио је пећки санџакбег Касим.
Недуго потом, 1557. године, заслугом српског патријарха Макарија I извршена је обнова Српске патријаршије са средиштем у Пећи. Од тог времена, безбедност Пећког манастира увелико је зависила од добрих односа са пећким санџакбеговима.
- Српски патријарх Макарије I, који је 1557. године обновио патријаршијски престол у Пећи
- Српски патријарх Арсеније III, који је 1690. године избегао из Пећи
- Српски патријарх Арсеније IV, који је 1737. године избегао из Пећи

Током Бечког рата (1683-1699) читаво подручје Метохије је било захваћено жестоким борбама између хабзбуршких и турских снага. Православни Срби са тог подручја одметнули су се од турске власти и пристали су уз абзбуршку војску. Српски патријарх Арсеније III је 1689. године морао да се уклони из Пећи, али се убрзо вратио након аустријског запоседања града. Иако је хришћанска војска тада заузела велики део Пећког санџака, турска војска је 1690. године под заповедништвом пећког санџакбега Махмуда Хасанбеговића успела да поврати власт у тој области.
Тада је дошло до сурове одмазде над хришћанским становништвом, чиме је подстакнута Велика сеоба Срба, током које је велики део српског православног становништва напустио подручје Пећког санџака. Исто се поновило за време Аустријско-турског рата (1737-1739), када је тадашњи српски патријарх Арсеније IV такође избегао из Пећи. Упоредо са сталним одливом српског становништва, на подрућју Пећког санџака је забележен знатан прилив Албанаца чиме је дошло до трајних промена у етничкој структури те области.
Пећки санџак је често називан и Дукађинским санџаком, тако да су ови називи били у наизменичној употреби. Од оснивања 1455. године па све до друге половине 19. века, Пећки санџак је био у саставу Румелијског пашалука. Након разних управних промена, Пећки санџак је 1877. године прикључен новоствореном Косовском вилајету.
Током Првог балканског рата (1912-1913), целокупно подручје Пећког санџака ослободиле су војске Црне Горе и Србије. Према међусобном споразуму, Пећ је тада припала Црној Гори, мањи део дотадашњег Пећког санџака је припао Србији, док је део прикључен новоствореној Албанији. Коначна гранична линија између Србије и Црне Горе на подручју Метохије одређена је међудржавним споразумом о разграничењу од 12. новембра 1913. године.

## Пећки санџакбегови
- Алија (око 1536)
- Касим (око 1550)
- Махмуд Хасанбеговић (око 1690)
- Тахир (око 1717)
- Махмудбеговић (око 1737)[13]
- Алија Шабанагић (1881-1889)